# Ligat ha'Al (baloncesto) 2021-22
La Ligat ha'Al 2021-22 fue la edición número 68 de la Ligat ha'Al, la máxima competición de baloncesto de Israel. Los seis mejor clasificados accedieron a un grupo posterior, y los seis últimos a otro, que jugarom liguillas separadas. Los seis del primer grupo y los dos mejores del segundo accedieron a los playoffs, mientras que los dos últimos descencieron a la Liga Leumit. La liga comenzó el 2 de octubre de 2021, y acabó con el triunfo del Hapoel Holon, que lograba el segundo título de su historia.

## Equipos
El Ironi Nahariya y el Maccabi Haifa descendieron la temporada pasada tras ocupar los dos últimos puestos de la clasificación. Por otro lado, el Hapoel Galil Elyon y el Elitzur Netanya B.C. ascendieron desde la Liga Leumit, tras ser los dos primeros clasificados la temporada anterior.
El 4 de agosto de 2021, la administración de la liga israelí informó al Elitzur Netanya que no podría participar en la próxima temporada, porque su pabellón no cumple con las condiciones de umbral de la liga y aún no ha comenzado la construcción de un nuevo recinto en la ciudad.
| Equipo                | Ciudad        | Estadio                | Capacidad |
| --------------------- | ------------- | ---------------------- | --------- |
| Hapoel Be'er Sheva    | Be'er Sheva   | Conch Arena            | 3,000     |
| Hapoel Eilat          | Eilat         | Begin Arena            | 1,490     |
| Hapoel Galil Elyon    | Kiryat Shmona | HaPais Kfar Blum       | 2,000     |
| Hapoel Gilboa Galil   | Gan Ner       | Gan Ner Sports Hall    | 2,100     |
| Hapoel Haifa          | Haifa         | Romema Arena           | 5,000     |
| Hapoel Holon          | Holon         | Holon Toto Hall        | 5,500     |
| Hapoel Jerusalem      | Jerusalén     | Jerusalem Payis Arena  | 11,000    |
| Hapoel Tel Aviv       | Tel Aviv      | Drive in Arena         | 3,504     |
| Ironi Nes Ziona       | Ness Ziona    | Lev Hamoshava          | 1,200     |
| Bnei Herzliya         | Herzliya      | HaYovel Herzliya       | 1,500     |
| Maccabi Rishon LeZion | Rishon LeZion | Beit Maccabi Rishon    | 2,500     |
| Maccabi Tel Aviv      | Tel Aviv      | Menora Mivtachim Arena | 10,383    |

## Resultados

### Temporada regular
Actualizada: 6 de abril de 2022
| Pos. | Equipo                | PJ | G  | P  | PF   | PC   | DP   | Pts | Clasificación o descenso  |
| ---- | --------------------- | -- | -- | -- | ---- | ---- | ---- | --- | ------------------------- |
| 1    | Maccabi Tel Aviv      | 22 | 15 | 7  | 1891 | 1688 | +203 | 37  | Avanzan al Grupo Superior |
| 2    | Hapoel Jerusalem      | 22 | 15 | 7  | 1801 | 1666 | +135 | 37  | Avanzan al Grupo Superior |
| 3    | Hapoel Holon          | 22 | 14 | 8  | 1782 | 1707 | +75  | 36  | Avanzan al Grupo Superior |
| 4    | Bnei Herzliya         | 22 | 14 | 8  | 1824 | 1737 | +87  | 36  | Avanzan al Grupo Superior |
| 5    | Hapoel Haifa          | 22 | 12 | 10 | 1721 | 1731 | −10  | 34  | Avanzan al Grupo Superior |
| 6    | Hapoel Galil Elyon    | 22 | 11 | 11 | 1742 | 1759 | −17  | 33  | Avanzan al Grupo Superior |
| 7    | Hapoel Tel Aviv       | 22 | 11 | 11 | 1798 | 1759 | +39  | 33  | Avanzan al Grupo Inferior |
| 8    | Ironi Nes Ziona       | 22 | 10 | 12 | 1740 | 1832 | −92  | 32  | Avanzan al Grupo Inferior |
| 9    | Hapoel Gilboa Galil   | 22 | 9  | 13 | 1716 | 1797 | −81  | 31  | Avanzan al Grupo Inferior |
| 10   | Hapoel Eilat          | 22 | 9  | 13 | 1789 | 1823 | −34  | 31  | Avanzan al Grupo Inferior |
| 11   | Hapoel Be'er Sheva    | 22 | 7  | 15 | 1612 | 1717 | −105 | 29  | Avanzan al Grupo Inferior |
| 12   | Maccabi Rishon LeZion | 22 | 5  | 17 | 1705 | 1905 | −200 | 27  | Avanzan al Grupo Inferior |

 Fuente: 

### Rondas 1 a 22
| Local \ Visitante     | HJE    | MTA   | HGE    | HHO    | BNH   | HBS   | HGG    | HTA   | INZ    | HEI    | HHA    | MRL    |
| --------------------- | ------ | ----- | ------ | ------ | ----- | ----- | ------ | ----- | ------ | ------ | ------ | ------ |
| Hapoel Jerusalem      |        | 78–83 | 81–65  | 104–84 | 89–88 | 90–72 | 80–68  | 94–76 | 82–77  | 80–64  | 89–77  | 73–69  |
| Maccabi Tel Aviv      | 104–80 |       | 113–82 | 80–79  | 99–69 | 71–64 | 84–61  | 82–83 | 93–89  | 101–95 | 84–59  | 109–83 |
| Hapoel Galil Elyon    | 69–83  | 84–88 |        | 99–78  | 90–74 | 74–66 | 74–85  | 96–73 | 85–79  | 74–72  | 70–72  | 81–80  |
| Hapoel Holon          | 85–87  | 88–82 | 80–68  |        | 89–77 | 72–69 | 84–82  | 99–77 | 76–55  | 72–90  | 87–70  | 101–67 |
| Bnei Herzliya         | 85–79  | 71–59 | 79–72  | 82–91  |       | 85–91 | 80–71  | 74–63 | 84–60  | 88–79  | 90–81  | 92–88  |
| Hapoel Be'er Sheva    | 58–74  | 74–71 | 61–73  | 74–75  | 65–75 |       | 83–69  | 88–82 | 72–88  | 76–84  | 53–80  | 67–79  |
| Hapoel Gilboa Galil   | 78–72  | 87–83 | 71–62  | 74–81  | 82–94 | 72–60 |        | 73–87 | 78–89  | 94–86  | 71–80  | 96–88  |
| Hapoel Tel Aviv       | 75–87  | 78–77 | 97–99  | 67–62  | 76–79 | 65–77 | 89–68  |       | 99–83  | 97–64  | 92–71  | 104–79 |
| Ironi Nes Ziona       | 56–78  | 87–73 | 100–82 | 73–85  | 89–88 | 96–91 | 81–71  | 90–76 |        | 68–85  | 86–77  | 68–79  |
| Hapoel Eilat          | 82–77  | 66–77 | 94–87  | 85–60  | 79–96 | 93–99 | 94–97  | 62–88 | 104–80 |        | 79–67  | 77–79  |
| Hapoel Haifa          | 73–71  | 75–92 | 71–76  | 83–76  | 81–80 | 71–67 | 72–68  | 93–77 | 88–57  | 89–71  |        | 98–94  |
| Maccabi Rishon LeZion | 78–73  | 56–86 | 62–80  | 62–78  | 64–94 | 78–85 | 94–100 | 62–77 | 86–89  | 77–84  | 101–93 |        |

## Grupo de mejores clasificados
| Pos. | Equipo             | PJ | G  | P  | GF   | GC   | DG   | Pts | Clasificación o descenso |  | HJE     | MTA   | BNH   | HHO   | HGE   | HHA     |
| ---- | ------------------ | -- | -- | -- | ---- | ---- | ---- | --- | ------------------------ |  | ------- | ----- | ----- | ----- | ----- | ------- |
| 1    | Hapoel Jerusalem   | 27 | 19 | 8  | 2236 | 2070 | +166 | 46  | Accede a playoffs        |  |         |       |       | 76–69 | 94–78 | 80–67   |
| 2    | Maccabi Tel Aviv   | 27 | 18 | 9  | 2339 | 2117 | +222 | 45  | Accede a playoffs        |  | 89–79   |       | 92–74 |       |       | 114–123 |
| 3    | Bnei Herzliya      | 27 | 17 | 10 | 2259 | 2151 | +108 | 44  | Accede a playoffs        |  | 101–106 |       |       |       | 81–77 |         |
| 4    | Hapoel Holon       | 27 | 16 | 11 | 2155 | 2095 | +60  | 43  | Accede a playoffs        |  |         | 85–82 | 75–90 |       |       | 74–65   |
| 5    | Hapoel Galil Elyon | 27 | 13 | 14 | 2116 | 2147 | −31  | 40  | Accede a playoffs        |  |         | 68–71 |       | 75–70 |       |         |
| 6    | Hapoel Haifa       | 27 | 13 | 14 | 2112 | 2164 | −52  | 40  | Accede a playoffs        |  |         |       | 64–89 |       | 72–76 |         |

 Fuente: 

## Grupo de peores clasificados
| Pos. | Equipo                | PJ | G  | P  | GF   | GC   | DG   | Pts | Clasificación o descenso |  | HTA   | HGG   | HEI   | INZ   | HBS    | MRL   |
| ---- | --------------------- | -- | -- | -- | ---- | ---- | ---- | --- | ------------------------ |  | ----- | ----- | ----- | ----- | ------ | ----- |
| 7    | Hapoel Tel Aviv       | 27 | 14 | 13 | 2213 | 2145 | +68  | 41  | Accede a playoffs        |  |       |       | 90–63 | 89–82 | 86–79  |       |
| 8    | Hapoel Gilboa Galil   | 27 | 13 | 14 | 2151 | 2214 | −63  | 40  | Accede a playoffs        |  | 84–75 |       | 91–81 |       | 102–89 |       |
| 9    | Hapoel Eilat          | 27 | 12 | 15 | 2193 | 2237 | −44  | 39  |                          |  |       |       |       | 93–80 |        | 91–80 |
| 10   | Ironi Nes Ziona       | 27 | 12 | 15 | 2177 | 2256 | −79  | 39  |                          |  | 93–73 |       |       | 83–94 | 99–75  |       |
| 11   | Hapoel Be'er Sheva    | 27 | 9  | 18 | 2042 | 2140 | −98  | 36  |                          |  |       | 73–76 |       |       | 95–76  |       |
| 12   | Maccabi Rishon LeZion | 27 | 6  | 21 | 2093 | 2350 | −257 | 33  | Descenso a Liga Leumit   |  | 78–75 | 79–85 |       |       |        |       |

 Fuente: 

## Playoffs
|  | Cuartos de final | Cuartos de final    | Cuartos de final | Cuartos de final | Cuartos de final | Cuartos de final | Cuartos de final |     |    | Semifinales      | Semifinales | Semifinales | Semifinales | Semifinales |  |   | Finales      | Finales | Finales | Finales | Finales |  |
|  |                  |                     |                  |                  |                  |                  |                  |     |    |                  |             |             |             |             |  |   |              |         |         |         |         |  |
|  |                  |                     |                  |                  |                  |                  |                  |     |    |                  |             |             |             |             |  |   |              |         |         |         |         |  |
|  | 1                | Hapoel Jerusalem    | 85               | 96               | 87               | 84               | —                |     |    |                  |             |             |             |             |  |   |              |         |         |         |         |  |
|  | 1                | Hapoel Jerusalem    | 85               | 96               | 87               | 84               | —                |     |    |                  |             |             |             |             |  |   |              |         |         |         |         |  |
|  | 8                | Hapoel Gilboa Galil | 88               | 61               | 60               | 42               | —                |     |    |                  |             |             |             |             |  |   |              |         |         |         |         |  |
|  | 8                | Hapoel Gilboa Galil | 88               | 61               | 60               | 42               | —                |     | 1  | Hapoel Jerusalem | 78          | 75          | 77          |             |  |   |              |         |         |         |         |  |
|  |                  |                     |                  |                  |                  |                  |                  |     | 1  | Hapoel Jerusalem | 78          | 75          | 77          |             |  |   |              |         |         |         |         |  |
|  |                  |                     | 4                | Hapoel Holon     | 93               | 61               | 80               |     |    |                  |             |             |             |             |  |   |              |         |         |         |         |  |
|  | 4                | Hapoel Holon        | 4                | Hapoel Holon     | 93               | 61               | 80               | 97  | 90 | 88               | —           | —           |             |             |  |   |              |         |         |         |         |  |
|  | 4                | Hapoel Holon        |                  |                  |                  |                  |                  |     |    | 88               | —           | —           |             |             |  |   |              |         |         |         |         |  |
|  | 5                | Hapoel Galil Elyon  | 68               | 89               | 68               | —                | —                |     |    |                  |             |             |             |             |  |   |              |         |         |         |         |  |
|  | 5                | Hapoel Galil Elyon  | 68               | 89               | 68               | —                | —                |     |    |                  |             |             |             |             |  | 4 | Hapoel Holon | 78      | 90      | -       |         |  |
|  |                  |                     |                  |                  |                  |                  |                  |     |    |                  |             |             |             |             |  | 4 | Hapoel Holon | 78      | 90      | -       |         |  |
|  |                  |                     | 3                | Bnei Herzliya    | 71               | 74               | -                |     |    |                  |             |             |             |             |  |   |              |         |         |         |         |  |
|  | 2                | Maccabi Tel Aviv    | 3                | Bnei Herzliya    | 71               | 74               | -                | 100 | 93 | 75               | 82          | —           |             |             |  |   |              |         |         |         |         |  |
|  | 2                | Maccabi Tel Aviv    |                  |                  |                  |                  |                  |     |    | 75               | 82          | —           |             |             |  |   |              |         |         |         |         |  |
|  | 7                | Hapoel Tel Aviv     | 88               | 86               | 93               | 77               | —                |     |    |                  |             |             |             |             |  |   |              |         |         |         |         |  |
|  | 7                | Hapoel Tel Aviv     | 88               | 86               | 93               | 77               | —                |     | 2  | Maccabi Tel Aviv | 82          | 81          | 74          |             |  |   |              |         |         |         |         |  |
|  |                  |                     |                  |                  |                  |                  |                  |     | 2  | Maccabi Tel Aviv | 82          | 81          | 74          |             |  |   |              |         |         |         |         |  |
|  |                  |                     | 3                | Bnei Herzliya    | 76               | 97               | 96               |     |    |                  |             |             |             |             |  |   |              |         |         |         |         |  |
|  | 3                | Bnei Herzliya       | 3                | Bnei Herzliya    | 76               | 97               | 96               | 107 | 93 | 88               | —           | —           |             |             |  |   |              |         |         |         |         |  |
|  | 3                | Bnei Herzliya       |                  |                  |                  |                  |                  |     |    | 88               | —           | —           |             |             |  |   |              |         |         |         |         |  |
|  | 6                | Hapoel Haifa        | 85               | 89               | 73               | —                | —                |     |    |                  |             |             |             |             |  |   |              |         |         |         |         |  |
|  | 6                | Hapoel Haifa        | 85               | 89               | 73               | —                | —                |     |    |                  |             |             |             |             |  |   |              |         |         |         |         |  |
|  |                  |                     |                  |                  |                  |                  |                  |     |    |                  |             |             |             |             |  |   |              |         |         |         |         |  |

### Cuartos de final

#### Partido 1
| 12 de mayo | Hapoel Jerusalem                             | 85–88                                 | Hapoel Gilboa Galil                            | |  |  |
| 19:00      | Parciales: 21–24, 24–19, 21–25, 19–20        | Parciales: 21–24, 24–19, 21–25, 19–20 | Parciales: 21–24, 24–19, 21–25, 19–20          | |  |  |
|            | Estadísticas Obasohan 22 Rivers 8 Obasohan 5 | Reporte Pts Reb Asts                  | Estadísticas Perrantes 27 Cooke 19 Perrantes 8 | Pabellón: Pais Arena, Jerusalén Asistencia: 5,541 espectadores Árbitros: Amit Balak, Dan Yalon, Guy Shmueli Televisión: 5 Sport |  |  |
| 0–1        |                                              |                                       |                                                | |  |  |
|            |                                              |                                       |                                                | |  |  |

| 12 de mayo | Maccabi Tel Aviv                            | 100–88                                | Hapoel Tel Aviv                             | |  |  |
| 21:10      | Parciales: 28–25, 20–24, 27–23, 25–16       | Parciales: 28–25, 20–24, 27–23, 25–16 | Parciales: 28–25, 20–24, 27–23, 25–16       | |  |  |
|            | Estadísticas Wilbekin 31 Reynolds 8 Evans 7 | Reporte Pts Reb Asts                  | Estadísticas Bar Timor 18 Tokoto 6 Timor 10 | Pabellón: Menora Mivtachim Arena, Tel Aviv Asistencia: 8,906 espectadores Árbitros: Omer Esteron, Kfir Mualem, Elad Leibowitz Televisión: 5 Sport |  |  |
| 1–0        |                                             |                                       |                                             | |  |  |
|            |                                             |                                       |                                             | |  |  |

| 12 de mayo | Bnei Herzliya                              | 107–85                                | Hapoel Haifa                                    | |  |  |
| 19:30      | Parciales: 21–24, 26–24, 31–20, 29–17      | Parciales: 21–24, 26–24, 31–20, 29–17 | Parciales: 21–24, 26–24, 31–20, 29–17           | |  |  |
|            | Estadísticas Kemp 28 Van Vliet 8 Cooper 12 | Reporte Pts Reb Asts                  | Estadísticas Ennis 19 Weisz & Dickey 8 Vargas 7 | Pabellón: HaYovel Herzliya, Herzliya Asistencia: 1,200 espectadores Árbitros: David Romano, Ofer Manheim, Rotem Kuza Televisión: 5 LIVE |  |  |
| 1–0        |                                            |                                       |                                                 | |  |  |
|            |                                            |                                       |                                                 | |  |  |

| 13 de mayo | Hapoel Holon                                     | 97–68                                 | Hapoel Galil Elyon                        | |  |  |
| 15:15      | Parciales: 23–14, 20–15, 32–22, 22–17            | Parciales: 23–14, 20–15, 32–22, 22–17 | Parciales: 23–14, 20–15, 32–22, 22–17     | |  |  |
|            | Estadísticas McGee 18 Kyser 8 Ragland & Misgav 5 | Reporte Pts Reb Asts                  | Estadísticas Iroegbu 19 Levi 11 Kennedy 3 | Pabellón: Holon Toto Hall, Holon Asistencia: 3,800 espectadores Árbitros: Sefi Shemesh, Zahi Habdali, Pini Rimon Televisión: 5 Sport |  |  |
| 1–0        |                                                  |                                       |                                           | |  |  |
|            |                                                  |                                       |                                           | |  |  |

#### Partido 2
| 17 de mayo | Hapoel Gilboa Galil                         | 61–96                                | Hapoel Jerusalem                     | |  |  |
| 20:30      | Parciales: 12–32, 20–23, 9–27, 20–14        | Parciales: 12–32, 20–23, 9–27, 20–14 | Parciales: 12–32, 20–23, 9–27, 20–14 | |  |  |
|            | Estadísticas Perrantes 10 Cooke 10 Geffen 5 | Reporte Pts Reb Asts                 | Estadísticas Ariel14 Segev10 Dovrat6 | Pabellón: Gan Ner Sports Hall, Gan Ner Asistencia: 1,980 espectadores Árbitros: Ofer Manheim, Kfir Mualem, Zahi Habdali Televisión: 5 Sport |  |  |
| 1–1        |                                             |                                      |                                      | |  |  |
|            |                                             |                                      |                                      | |  |  |

| 15 de mayo | Hapoel Tel Aviv                         | 86–93                                 | Maccabi Tel Aviv                                   | |  |  |
| 20:30      | Parciales: 18–24, 18–26, 29–21, 21–22   | Parciales: 18–24, 18–26, 29–21, 21–22 | Parciales: 18–24, 18–26, 29–21, 21–22              | |  |  |
|            | Estadísticas Brown 26 Tokoto 11 Brown 7 | Reporte Pts Reb Asts                  | Estadísticas Sorkin 20 Sorkin 9 Wilbekin & Evans 3 | Pabellón: Drive in Arena, Tel Aviv Asistencia: 3,536 espectadores Árbitros: Sefi Shemesh, Erez Gurion, Adar Pe'er Televisión: 5 Sport |  |  |
| 0–2        |                                         |                                       |                                                    | |  |  |
|            |                                         |                                       |                                                    | |  |  |

| 16 de mayo | Hapoel Haifa                                        | 89–93                                               | Bnei Herzliya                                       | |  |  |
| 18:30      | Parciales: 12–15, 22–18, 14–19, 27–23 (T.E.: 14–18) | Parciales: 12–15, 22–18, 14–19, 27–23 (T.E.: 14–18) | Parciales: 12–15, 22–18, 14–19, 27–23 (T.E.: 14–18) | |  |  |
|            | Estadísticas Vargas 22 Dickey 8 Vargas 8            | Reporte Pts Reb Asts                                | Estadísticas Babb 25 Kemp 8 Cooper 8                | Pabellón: Romema Arena, Haifa Asistencia: 1,750 espectadores Árbitros: Amit Balak, Dan Yalon, Noam Gordon Televisión: 5 LIVE |  |  |
| 0–2        |                                                     |                                                     |                                                     | |  |  |
|            |                                                     |                                                     |                                                     | |  |  |

| 16 de mayo | Hapoel Galil Elyon                                     | 89–90                                 | Hapoel Holon                              | |  |  |
| 20:30      | Parciales: 19–35, 25–19, 21–25, 24–11                  | Parciales: 19–35, 25–19, 21–25, 24–11 | Parciales: 19–35, 25–19, 21–25, 24–11     | |  |  |
|            | Estadísticas Levi 27 Washington 11 Iroegbu & Kennedy 5 | Reporte Pts Reb Asts                  | Estadísticas Ragland 27 McGee 7 Ragland 6 | Pabellón: HaPais Kfar Blum, Kfar Blum Asistencia: 1,050 espectadores Árbitros: David Romano, Nir Meirson, Lior Beynish Televisión: 5 LIVE |  |  |
| 0–2        |                                                        |                                       |                                           | |  |  |
|            |                                                        |                                       |                                           | |  |  |

#### Partido 3
| 20 de mayo | Hapoel Jerusalem                                   | 87–60                                 | Hapoel Gilboa Galil                                 | |  |  |
| 15:00      | Parciales: 17–19, 21–10, 21–21, 28–10              | Parciales: 17–19, 21–10, 21–21, 28–10 | Parciales: 17–19, 21–10, 21–21, 28–10               | |  |  |
|            | Estadísticas Adams 16 Braimoh 8 Rivers & Braimoh 4 | Reporte Pts Reb Asts                  | Estadísticas Harrell 17 Cooke & Harrel l7 Brisker 5 | Pabellón: Pais Arena, Jerusalén Asistencia: 6,382 espectadores Árbitros: Sefi Shemesh, Nir Meirson, Ori Shalhavi Televisión: 5 SPORT |  |  |
| 2–1        |                                                    |                                       |                                                     | |  |  |
|            |                                                    |                                       |                                                     | |  |  |

| 18 de mayo | Maccabi Tel Aviv                              | 75–93                                 | Hapoel Tel Aviv                       | |  |  |
| 21:00      | Parciales: 18–25, 23–25, 14–28, 20–15         | Parciales: 18–25, 23–25, 14–28, 20–15 | Parciales: 18–25, 23–25, 14–28, 20–15 | |  |  |
|            | Estadísticas DiBartolomeo 18 Sorkin 8 Evans 5 | Reporte Pts Reb Asts                  | Estadísticas Timor 26 Owens 6 Timor 6 | Pabellón: Menora Mivtachim Arena, Tel Aviv Asistencia: 9,107 espectadores Árbitros: Amit Balak, Ofer Manheim, Dan Yalon Televisión: 5 SPORT |  |  |
| 2–1        |                                               |                                       |                                       | |  |  |
|            |                                               |                                       |                                       | |  |  |

| 19 de mayo | Bnei Herzliya                            | 88–73                                 | Hapoel Haifa                             | |  |  |
| 19:00      | Parciales: 23–11, 32–21, 17–24, 16–17    | Parciales: 23–11, 32–21, 17–24, 16–17 | Parciales: 23–11, 32–21, 17–24, 16–17    | |  |  |
|            | Estadísticas Babb 22 Onuaku 15 Cooper 12 | Reporte Pts Reb Asts                  | Estadísticas Rayman 21 Vargas 9 Vargas 7 | Pabellón: HaYovel Herzliya, Herzliya Asistencia: 1,150 espectadores Árbitros: Omer Esteron, Zahi Habdali, Adar Pe'er Televisión: 5 STARS |  |  |
| 3–0        |                                          |                                       |                                          | |  |  |
|            |                                          |                                       |                                          | |  |  |

| 19 de mayo | Hapoel Holon                           | 88–68                                 | Hapoel Galil Elyon                                  | |  |  |
| 19:30      | Parciales: 18–23, 19–17, 32–13, 19–15  | Parciales: 18–23, 19–17, 32–13, 19–15 | Parciales: 18–23, 19–17, 32–13, 19–15               | |  |  |
|            | Estadísticas McGee 41 Zack 8 Ragland 9 | Reporte Pts Reb Asts                  | Estadísticas Washington 23 Mashour & Levi 9 Lewis 7 | Pabellón: Holon Toto Hall, Holon Asistencia: 3,850 espectadores Árbitros: Erez Gurion, Elad Leibowitz, Rotem Kuza Televisión: 5 SPORT |  |  |
| 3–0        |                                        |                                       |                                                     | |  |  |
|            |                                        |                                       |                                                     | |  |  |

#### Partido 4
| 25 de mayo | Hapoel Gilboa Galil                      | 42–84                               | Hapoel Jerusalem                                              | |  |  |
| 20:30      | Parciales: 15–25, 8–15, 11–15, 8–29      | Parciales: 15–25, 8–15, 11–15, 8–29 | Parciales: 15–25, 8–15, 11–15, 8–29                           | |  |  |
|            | Estadísticas Cooke 12 Cooke 11 Brisker 3 | Reporte Pts Reb Asts                | Estadísticas Egbunu & Obasohan 14 Adams 12 Cuatro jugadores 3 | Pabellón: Gan Ner Sports Hall, Gan Ner Asistencia: 1,720 espectadores Árbitros: Omer Esteron, Erez Gurion, Lior Beynish Televisión: 5 Sport |  |  |
| 1–3        |                                          |                                     |                                                               | |  |  |
|            |                                          |                                     |                                                               | |  |  |

| 22 de mayo | Hapoel Tel Aviv                        | 77–82                                 | Maccabi Tel Aviv                              | |  |  |
| 21:00      | Parciales: 22–11, 21–24, 10–20, 24–27  | Parciales: 22–11, 21–24, 10–20, 24–27 | Parciales: 22–11, 21–24, 10–20, 24–27         | |  |  |
|            | Estadísticas Brown 23 Tokoto 8 Brown 6 | Reporte Pts Reb Asts                  | Estadísticas Wilbekin 28 Sorkin 12 Wilbekin 6 | Pabellón: Drive in Arena, Tel Aviv Asistencia: 3,536 espectadores Árbitros: Sefi Shemesh, David Romano, Elad Leibowitz Televisión: 5 Sport |  |  |
| 1–3        |                                        |                                       |                                               | |  |  |
|            |                                        |                                       |                                               | |  |  |

### Semifinales

#### Partido 1
| 27 de mayo | Hapoel Jerusalem                            | 78–93                                 | Hapoel Holon                                | |  |  |
| 15:00      | Parciales: 10–19, 26–26, 20–27, 22–21       | Parciales: 10–19, 26–26, 20–27, 22–21 | Parciales: 10–19, 26–26, 20–27, 22–21       | |  |  |
|            | Estadísticas Braimoh 20 Egbunu 7 Obasohan 6 | Reporte Pts Reb Asts                  | Estadísticas Ragland 40 Johnson 9 Ragland 9 | Pabellón: Pais Arena, Jerusalén Asistencia: 7,348 espectadores Árbitros: Sefi Shemesh, Ofer Manheim, Nir Meirson Televisión: 5 Sport |  |  |
| 0–1        |                                             |                                       |                                             | |  |  |
|            |                                             |                                       |                                             | |  |  |

| 26 de mayo | Maccabi Tel Aviv                                       | 82–76                                 | Bnei Herzliya                           | |  |  |
| 21:00      | Parciales: 25–23, 16–22, 28–17, 13–14                  | Parciales: 25–23, 16–22, 28–17, 13–14 | Parciales: 25–23, 16–22, 28–17, 13–14   | |  |  |
|            | Estadísticas Wilbekin 24 Williams 7 Wilbekin & Evans 5 | Reporte Pts Reb Asts                  | Estadísticas Onuaku 25 Onuaku 12 Babb 6 | Pabellón: Menora Mivtachim Arena, Tel Aviv Asistencia: 9,210 espectadores Árbitros: Omer Esteron, Amit Balak, Kfir Mualem Televisión: 5 Sport |  |  |
| 1–0        |                                                        |                                       |                                         | |  |  |
|            |                                                        |                                       |                                         | |  |  |

#### Partido 2
| 30 de mayo | Hapoel Holon                                     | 61–75                                | Hapoel Jerusalem                                   | |  |  |
| 21:00      | Parciales: 16–17, 19–23, 10–9, 16–26             | Parciales: 16–17, 19–23, 10–9, 16–26 | Parciales: 16–17, 19–23, 10–9, 16–26               | |  |  |
|            | Estadísticas McGee 17 Kyser 6 Ragland & Dalton 3 | Reporte Pts Reb Asts                 | Estadísticas Adams 23 Braimoh 10 Adams & Braimoh 4 | Pabellón: Holon Toto Hall, Holon Asistencia: 5,500 espectadores Árbitros: Amit Balak, David Romano, Elad Leibowitz Televisión: 5 Sport |  |  |
| 1–1        |                                                  |                                      |                                                    | |  |  |
|            |                                                  |                                      |                                                    | |  |  |

| 29 de mayo | Bnei Herzliya                          | 97–81                                 | Maccabi Tel Aviv                               | |  |  |
| 10:30      | Parciales: 30–19, 20–23, 27–15, 20–24  | Parciales: 30–19, 20–23, 27–15, 20–24 | Parciales: 30–19, 20–23, 27–15, 20–24          | |  |  |
|            | Estadísticas Babb 23 Onuaku 10 Cohen 6 | Reporte Pts Reb Asts                  | Estadísticas Williams 18 Nunnally 4 Nunnally 6 | Pabellón: HaYovel Herzliya, Herzliya Asistencia: 1,250 espectadores Árbitros: Sefi Shemesh, Erez Gurion, Zahi Habdali Televisión: 5 Sport |  |  |
| 1–1        |                                        |                                       |                                                | |  |  |
|            |                                        |                                       |                                                | |  |  |

#### Partido 3
| 2 de junio | Hapoel Jerusalem                                            | 77–80                                 | Hapoel Holon                                 | |  |  |
| 20:00      | Parciales: 21–18, 22–29, 16–16, 18–17                       | Parciales: 21–18, 22–29, 16–16, 18–17 | Parciales: 21–18, 22–29, 16–16, 18–17        | |  |  |
|            | Estadísticas Obasohan 20 Adams & Braimoh 7 Adams & Rivers 4 | Reporte Pts Reb Asts                  | Estadísticas Ragland 30 Johnson 10 Ragland 5 | Pabellón: Pais Arena, Jerusalén Asistencia: 8,374 espectadores Árbitros: Sefi Shemesh, Omer Esteron, Zahi Habdali Televisión: 5 Plus |  |  |
| 1–2        |                                                             |                                       |                                              | |  |  |
|            |                                                             |                                       |                                              | |  |  |

| 1 de junio | Maccabi Tel Aviv                             | 74–96                                 | Bnei Herzliya                                      | |  |  |
| 21:00      | Parciales: 18–26, 21–22, 16–24, 19–24        | Parciales: 18–26, 21–22, 16–24, 19–24 | Parciales: 18–26, 21–22, 16–24, 19–24              | |  |  |
|            | Estadísticas Wilbekin 22 Sorkin 5 Wilbekin 6 | Reporte Pts Reb Asts                  | Estadísticas Onuaku 25 Onuaku 15 Onuaku & Hooker 5 | Pabellón: Menora Mivtachim Arena, Tel Aviv Asistencia: 9,271 espectadores Árbitros: Amit Balak, Ofer Manheim, Adar Pe'er Televisión: 5 Sport |  |  |
| 1–2        |                                              |                                       |                                                    | |  |  |
|            |                                              |                                       |                                                    | |  |  |

### Finales
| 6 de junio | Bnei Herzliya                                     | 71–78                                 | Hapoel Holon                              | |  |  |
| 21:00      | Parciales: 20–26, 13–13, 25–15, 13–24             | Parciales: 20–26, 13–13, 25–15, 13–24 | Parciales: 20–26, 13–13, 25–15, 13–24     | |  |  |
|            | Estadísticas Onuaku 18 Onuaku 20 Tres jugadores 4 | Reporte Pts Reb Asts                  | Estadísticas McGee 23 Ragland 6 Ragland 9 | Pabellón: HaYovel Herzliya, Herzliya Asistencia: 1,500 espectadores Árbitros: Omer Esteron, Amit Balak, Dan Yalon Televisión: 5 Sport |  |  |
| 0–1        |                                                   |                                       |                                           | |  |  |
|            |                                                   |                                       |                                           | |  |  |

| 9 de junio | Hapoel Holon                                | 90–74                                 | Bnei Herzliya                                    | |  |  |
| 20:45      | Parciales: 28–22, 21–20, 21–15, 20–17       | Parciales: 28–22, 21–20, 21–15, 20–17 | Parciales: 28–22, 21–20, 21–15, 20–17            | |  |  |
|            | Estadísticas Ragland 23 Johnson 6 Ragland 7 | Reporte Pts Reb Asts                  | Estadísticas Kemp 21 Onuaku 11 Dawson & Hooker 3 | Pabellón: Holon Toto Hall, Holon Asistencia: 5,600 espectadores Árbitros: Sefi Shemesh, David Romano, Ofer Manheim Televisión: 5 Sport |  |  |
| 2–0        |                                             |                                       |                                                  | |  |  |
|            |                                             |                                       |                                                  | |  |  |

## Galardones

### Jugador de la semana
| Jornada   | Jugador               | Equipo                | Eficiencia | Ref     |
| Octubre   | Octubre               | Octubre               | Octubre    | Octubre |
| --------- | --------------------- | --------------------- | ---------- | ------- |
| 1         | Bryon Allen           | Hapoel Eilat          | 41         | [ 7 ]   |
| 2         | Chinanu Onuaku        | Bnei Herzliya         | 35         | [ 8 ]   |
| 3         | Chris Babb            | Bnei Herzliya         | 40         | [ 9 ]   |
| Noviembre |                       |                       |            |         |
| 4         | Retin Obasohan        | Hapoel Jerusalem      | 44         | [ 10 ]  |
| 5         | Junior Etou           | Hapoel Be'er Sheva    | 35         | [ 11 ]  |
| 5         | Dererk Pardon         | Hapoel Be'er Sheva    | 34         | [ 11 ]  |
| 6         | Jalen Reynolds        | Maccabi Tel Aviv      | 38         | [ 12 ]  |
| 7         | Tim Soares            | Ironi Nes Ziona       | 41         | [ 13 ]  |
| Diciembre |                       |                       |            |         |
| 8         | Nimrod Levi           | Hapoel Galil Elyon    | 32         | [ 14 ]  |
| 9         | Maurice Watson        | Maccabi Rishon LeZion | 27         | [ 15 ]  |
| 10        | Ante Žižić            | Maccabi Tel Aviv      | 35         | [ 16 ]  |
| 11        | Justin Patton         | Hapoel Eilat          | 45         | [ 17 ]  |
| Enero     |                       |                       |            |         |
| 12        | Chris Johnson (1/2)   | Hapoel Holon          | 27         | [ 18 ]  |
| 13        | James Young           | Hapoel Tel Aviv       | 38         | [ 19 ]  |
| 14        | Adam Smith            | Hapoel Holon          | 35         | [ 20 ]  |
| 15        | JP Tokoto             | Hapoel Tel Aviv       | 21         | [ 21 ]  |
| Febrero   |                       |                       |            |         |
| 16        | Scottie James         | Hapoel Haifa          | 35         | [ 22 ]  |
| 17        | Jalen Adams (1/2)     | Hapoel Jerusalem      | 33         | [ 23 ]  |
| 18        | Chris Johnson (2/2)   | Hapoel Holon          | 35         | [ 24 ]  |
| Marzo     |                       |                       |            |         |
| 19        | Jalen Adams (2/2)     | Hapoel Jerusalem      | 26         | [ 25 ]  |
| 20        | Michael Brisker (1/2) | Hapoel Gilboa Galil   | 34         | [ 26 ]  |
| 21        | Michael Brisker (2/2) | Hapoel Gilboa Galil   | 27         | [ 27 ]  |
| 22        | D. J. Kennedy         | Hapoel Galil Elyon    | 26         | [ 28 ]  |
| Abril     |                       |                       |            |         |
| 23        | Tyus Battle           | Hapoel Gilboa Galil   | 36         | [ 29 ]  |
| 24        | J'Covan Brown         | Hapoel Tel Aviv       | 30         | [ 30 ]  |
| 25        |                       |                       |            |         |
| Mayo      |                       |                       |            |         |
| 26        | D.J. Cooper           | Bnei Herzliya         | 32         | [ 31 ]  |
| 27        | Golan Gutt            | Ironi Nes Ziona       | 27         | [ 32 ]  |

### Jugador del mes
| Mes           | Jugador        | Equipo           | Eficiencia | Ref    |
| ------------- | -------------- | ---------------- | ---------- | ------ |
| Octubre       | Chinanu Onuaku | Bnei Herzliya    | 24.0       | [ 33 ] |
| Noviembre     | Diante Garrett | Ironi Nes Ziona  | 23.7       | [ 34 ] |
| Diciembre     | Retin Obasohan | Hapoel Jerusalem | 20.3       | [ 35 ] |
| Enero         | James Young    | Hapoel Tel Aviv  | 26.0       | [ 36 ] |
| Febrero–Marzo | Chris Babb     | Bnei Herzliya    | 23.0       | [ 37 ] |
| Abril         | Jalen Adams    | Hapoel Jerusalem | 18.8       | [ 38 ] |

### Jugador israelí del mes
| Mes           | Jugador         | Equipo              | Eficiencia | Ref    |
| ------------- | --------------- | ------------------- | ---------- | ------ |
| Octubre       | Roi Huber (1/2) | Hapoel Eilat        | 15.5       | [ 39 ] |
| Noviembre     | Nimrod Levi     | Hapoel Galil Elyon  | 15.5       | [ 40 ] |
| Diciembre     | Roi Huber (2/2) | Hapoel Eilat        | 17.5       | [ 41 ] |
| Enero         | Bar Timor       | Hapoel Tel Aviv     |            | [ 42 ] |
| Febrero–Marzo | Michael Brisker | Hapoel Gilboa Galil | 16.3       | [ 43 ] |
| Abril         | Roman Sorkin    | Maccabi Tel Aviv    | 18.3       | [ 44 ] |

### Entrenador del mes
| Mes           | Entrenador     | Equipo              | G-P | Ref.   |
| ------------- | -------------- | ------------------- | --- | ------ |
| Octubre       | Barak Peleg    | Hapoel Galil Elyon  | 2–1 | [ 45 ] |
| Noviembre     | Lior Lubin     | Ironi Nes Ziona     | 3–0 | [ 46 ] |
| Diciembre     | Yotam Halperin | Hapoel Jerusalem    | 4–0 | [ 47 ] |
| Enero         | Danny Franco   | Hapoel Tel Aviv     | 3–0 | [ 48 ] |
| Febrero–marzo | Oren Aharoni   | Bnei Herzliya       | 5–2 | [ 49 ] |
| Abril         | Guy Kaplan     | Hapoel Gilboa Galil | 3–1 | [ 50 ] |